# Gavina de Califòrnia
La gavina de Califòrnia (Larus californicus) és un ocell marí de la família dels làrids (Laridae) que en estiu habita llacs i estanys d'Alberta, Saskatchewan, sud-oest de Manitoba, centre de Califòrnia, oest de Nevada, nord de Utah i nord de Colorado. Passen l'hivern a les costes del Pacífic dels Estats Units i Mèxic.